# 泉州平原
泉州平原，又称晋江中下游平原，位於閩东南沿海地區，是福建第四大平原，其面積為345平方公里。泉州平原属亚热带季风气候，溫暖溫潤，拥有福建最平坦的土地，农业生产发达。